# Avenue de la Laiterie
Ne doit pas être confondu avec Avenue de la Belle Alliance.
L'avenue de la Laiterie (en néerlandais: Zuivelfabrieklaan) est une avenue carrossable en forêt de Soignes.

## Situation et accès
Elle a la particularité d'être, en prolongation de l'avenue de la Belle Alliance et depuis la fermeture à la circulation du carrefour des Attelages, la seule avenue carrossable à traverser le bois de la Cambre en son centre.

## Histoire
L'avenue doit son nom à la Laiterie du bois de la Cambre, un ancien un café-restaurant construit en 1871. Dans la nuit du 9 au 10 août 1973, le restaurant et le manège qui s'y trouvaient furent ravagés par les flammes. Ce sont les chevaux qui donnèrent l'alerte.
C'est à présent un espace pour les jeunes enfants de 3 à 12 ans. Il s'y trouve également une des cinq bornes-fontaines du bois de la Cambre. En fonte, elle se présente sous forme d’un pilier quadrangulaire galbé dans le bas, orné du blason de la Ville au-dessous du robinet et couronné par une pomme de pin.[réf. nécessaire]